# Веланидия
Веланидия или Шербадес (на гръцки: Βελανιδιά; до 1927 година: Σταρμπάδες, Старбадес) е село в Република Гърция, дем Горуша (Войо), област Западна Македония.

## География
Селото е разположено на 710 m надморска височина, на около 7 km северозападно от град Неаполи (Ляпчища).

## История

### В Османската империя
В края на XIX век Шербадес е гръцко село в северната част на Населишката каза на Османската империя. Църквата „Успение Богородично“ е от 1886 година.
Според статистиката на Васил Кънчов в 1900 година в Шербадес живеят 220 гърци християни.
На Етнографската карта на Битолския вилает на Картографския институт в София от 1901 година Шербат е смесено село гърци, турци и помаци (гърци мохамедани) в казата Населица на Серфидженския санджак с 55 къщи.
Според статистика на Серфидженския санджак на гръцкото консулство в Еласона от 1904 година в Сарбадес (Σαρμπάδες), Населишка каза, живеят 150 гърци елинофони християни.
В началото на ХХ век селото е под върховенството на Цариградската патриаршия. По данни на секретаря на Българската екзархия Димитър Мишев в Cherbadès има 275 гърци патриаршисти.

### В Гърция
През Балканската война в 1912 година в селото влизат гръцки части и след Междусъюзническата в 1913 година Шербадес остава в Гърция.
През 1913 година при първото преброяване от новата власт в Σταμπάδες са регистрирани 386 жители.
В 1927 година името на селото е сменено на Веланидия.
Населението традиционно произвежда жито, тютюн и други земеделски продукти, като се занимава и със скотовъдство.
| Име        | Име          | Ново име | Ново име | Описание                                                   |
| ---------- | ------------ | -------- | -------- | ---------------------------------------------------------- |
| Гладжезево | Γλαντζέζεβον | Потистра | Ποτίστρα | връх на С от Стерна (Сломища) и на СЗ от Веланидия (809 m) |

| Година    | 1913 | 1920 | 1928 | 1940 | 1951 | 1961 | 1971 | 1981 | 1991 | 2001 | 2011 | 2021 |
| --------- | ---- | ---- | ---- | ---- | ---- | ---- | ---- | ---- | ---- | ---- | ---- | ---- |
| Население | 386  | 316  | 311  | 333  | 246  | 213  | 162  | 119  | 171  | 110  | 79   | 51   |

## Личности
Родени във Веланидия
- Константин Гацонис, биостатик